# تومي سنكلير
تومي سنكلير (بالإنجليزية: Tommy Sinclair)‏ (13 أكتوبر 1921 في المملكة المتحدة - ) هو لاعب كرة قدم بريطاني في مركز جناح ‏. لعب مع برادفورد سيتي وبولتون واندررز ونادي برينتفورد ونادي غاينسبورو ترينيتي ونادي ألدرشوت.

## وصلات خارجية
- تومي سنكلير على موقع قاعدة بيانات كرة القدم.إي يو (الإنجليزية)